# Karl Ziegler
Karl Ziegler (ur. 26 listopada 1898 w Helsa k. Kassel, zm. 11 sierpnia 1973 w Mülheim an der Ruhr) – niemiecki chemik, laureat Nagrody Nobla z dziedziny chemii w roku 1963 za odkrycia i prace dotyczące związków metaloorganicznych i ich zastosowania jako katalizatorów polimeryzacji.
W latach 1916–1920 studiował chemię na Uniwersytecie w Marburgu.
W latach 1928–1936 był profesorem uniwersytetu w Heidelbergu, w latach 1936–1945 – uniwersytetu w Halle. W 1943–1969 był dyrektorem Max-Planck-Institut für Kohlenforschung (instytut badania węgla) w Mülheim an der Ruhr.
Prowadził badania w dziedzinie związków metaloorganicznych (głównie związki glinoorganiczne). Otrzymał tetraetyloołów, stosowany przez długi czas jako dodatek antystukowy do benzyny. W 1953 zastosował związki metaloorganiczne jako katalizatory polimeryzacji. Opracował metodę otrzymywania polietylenu niskociśnieniowego z zastosowaniem tytanoorganicznych pochodnych chlorku glinu.
W 1963 otrzymał Nagrodę Nobla (wspólnie z Giulio Natta) za innowacje w technologii polimerów. W 1969 otrzymał Pour le Mérite za Naukę i Sztukę